# Alberto Denegri
Alberto Luis Denegri fou un futbolista peruà.
Va formar part de l'equip peruà a la Copa del Món de 1930. També participarà en el Campionat sud-americà de 1929, 1935 i 1937, i als Jocs Olímpics de 1936.
A nivell de clubs jugà a Universitario de Deportes.